# Smilasterias actinata
Smilasterias actinata is een zeester uit de familie Stichasteridae.
De wetenschappelijke naam van de soort werd in 2006 gepubliceerd door Donald George McKnight.